# 姆巴萊區
姆巴萊區是非洲中部國家烏干達的111個區之一，由東部區負責管轄，首府是姆巴萊，總面積2,467平方公里，主要的經濟產業是農業，2010年人口估計為410,300。

## 外部連結
- Government District information portal: Mbale

00°57′N 34°20′E / 0.950°N 34.333°E